# Люссак (Приморская Шаранта)
Люсса́к (фр. Lussac) — коммуна во Франции, находится в регионе Пуату — Шаранта. Департамент коммуны — Приморская Шаранта. Входит в состав кантона Жонзак. Округ коммуны — Жонзак.
Код INSEE коммуны — 17215.

## Население
Население коммуны на 2010 год составляло 51 человек.
| 1962 | 1968 | 1975 | 1982 | 1990 | 1999 | 2010 |
| ---- | ---- | ---- | ---- | ---- | ---- | ---- |
| 47   | 39   | 43   | 31   | 48   | 43   | 51   |